# Diamagnetismo

Levitazione della grafite pirolitica (materiale diamagnetico) per effetto di un campo magnetico.

Il diamagnetismo è una forma di magnetismo che alcuni materiali mostrano in presenza di un campo magnetico. I materiali diamagnetici sono caratterizzati dal fatto che la magnetizzazione ha verso opposto rispetto al campo magnetico, quindi questi materiali ne vengono debolmente "respinti". Si tratta di un effetto molto debole di natura quantistica, annullato se il materiale possiede altre proprietà magnetiche come il ferromagnetismo o il paramagnetismo. In ambito non scientifico i materiali diamagnetici sono spesso semplicemente detti non-magnetici.
Nell'esperienza comune le sostanze che manifestano un comportamento diamagnetico sono l'acqua, la maggior parte delle sostanze organiche (DNA, oli, plastiche) e alcuni metalli come il mercurio, l'oro, il rame, l'argento e il bismuto.

## Storia
Nel 1778 S. J. Brugmans per primo osservò che il bismuto e l'antimonio erano respinti dai campi magnetici. Tuttavia il termine diamagnetismo fu coniato da Michael Faraday nel settembre 1845, quando scoprì che tutti i materiali in natura possiedono una componente diamagnetica in risposta a un campo magnetico esterno applicato.

## Descrizione
| Materiale           | χv (10−5) |
| ------------------- | --------- |
| Superconduttori     | −105      |
| Carbonio pirolitico | −40,0     |
| Bismuto             | −16,6     |
| Mercurio            | −2,9      |
| Argento             | −2,6      |
| Carbonio (diamante) | −2,1      |
| Piombo              | −1,8      |
| Carbonio (grafite)  | −1,6      |
| Rame                | −1,0      |
| Acqua               | −0,91     |

Il diamagnetismo si osserva in quei materiali le cui molecole non posseggono un momento di dipolo magnetico proprio, ma la cui magnetizzazione si realizza solo per il fenomeno della precessione di Larmor.
La relazione che lega i vettori {\displaystyle \mathbf {H} } e {\displaystyle \mathbf {M} } è proporzionalmente lineare:
{\displaystyle \mathbf {M} =\chi _{m}\mathbf {H} }
dove {\displaystyle \chi _{m}} è la suscettività magnetica. Nei materiali diamagnetici la permeabilità magnetica relativa {\displaystyle \mu _{r}} è minore o uguale a 1 e pertanto la suscettività magnetica {\displaystyle \chi _{m}=\mu _{r}-1} è una costante negativa: questo descrive (ma non spiega) perché i materiali diamagnetici sono "respinti" dal campo magnetico, cioè {\displaystyle \mathbf {M} } e {\displaystyle \mathbf {H} } hanno verso opposto.

### Superconduttori
I superconduttori possono essere considerati materiali diamagnetici perfetti nei quali {\displaystyle \chi _{m}=-1}. Essi sfruttano l'effetto Meissner per espellere il campo dal loro interno, ad eccezione di un sottile strato superficiale.

## Diamagnetismo di Langevin
Il teorema di Bohr-van Leeuwen mostra che non vi può essere diamagnetismo in un sistema fisico puramente classico. Tuttavia la teoria classica per il diamagnetismo di Langevin, in cui l'elettrone è trattato come una carica che orbita attorno al nucleo e il cui moto costituisce una corrente microscopica, fornisce risultati in accordo con quelli ottenuti attraverso l'approccio (esatto) fornito dalla meccanica quantistica. Il modello di Langevin si applica a materiali contenenti atomi le cui shell elettroniche sono complete, quindi non vale per i metalli.
Un campo di intensità {\displaystyle B} applicato a un elettrone di carica {\displaystyle e} e massa {\displaystyle m} fornisce una precessione di Larmor con frequenza {\displaystyle \omega =eB/2m} e il numero di rivoluzioni per unità di tempo è {\displaystyle \omega /2\pi }, sicché la corrente elettronica per un atomo di {\displaystyle Z} elettroni è:
{\displaystyle I=-{\frac {Ze^{2}B}{4\pi m}}}
Il momento magnetico {\displaystyle \mu } è uguale alla corrente per l'area della spira, che in questo caso è l'orbita dell'elettrone. Quest'area è data da {\displaystyle \pi \left\langle \rho ^{2}\right\rangle }, con {\displaystyle \left\langle \rho ^{2}\right\rangle } la distanza media dell'elettrone rispetto all'asse z lungo il quale si suppone diretto il campo. Il momento magnetico è quindi dato da:
{\displaystyle \mu =-{\frac {Ze^{2}B}{4m}}\langle \rho ^{2}\rangle }
Se la distribuzione di carica ha simmetria sferica si può supporre che le coordinate siano variabili indipendenti e identicamente distribuite, e in tal caso:
{\displaystyle \left\langle x^{2}\right\rangle =\left\langle y^{2}\right\rangle =\left\langle z^{2}\right\rangle ={\frac {1}{3}}\left\langle r^{2}\right\rangle }
dove {\displaystyle \left\langle r^{2}\right\rangle } è la distanza media degli elettroni dal nucleo. Quindi:
{\displaystyle \left\langle \rho ^{2}\right\rangle =\left\langle x^{2}\right\rangle +\left\langle y^{2}\right\rangle ={\frac {2}{3}}\left\langle r^{2}\right\rangle }
Se {\displaystyle N} è il numero di atomi per unità di volume, la suscettività magnetica è:
{\displaystyle \chi ={\frac {\mu _{0}N\mu }{B}}=-{\frac {\mu _{0}NZe^{2}}{6m}}\langle r^{2}\rangle }

### Diamagnetismo nei metalli
I metalli possiedono elettroni liberi e quindi il modello di Langevin non può esservi applicato. La teoria del diamagnetismo per un gas di elettroni è detta diamagnetismo di Landau e si basa sul campo generato dalla curvatura della loro traiettoria per mezzo della forza di Lorentz. Tale effetto è contrastato dal paramagnetismo di Pauli associato alla polarizzazione dello spin degli elettroni liberi.
Per identificare però se una configurazione elettronica è stabile, bisogna applicare la regola di Hund che afferma: la disposizione più stabile degli elettroni in un sottolivello è quella con il maggior numero di spin paralleli. La disposizione degli elettroni all'interno del carbonio ad esempio, soddisfa questa affermazione. Attenzione, perché gli spin paralleli, in accordo con Hund, rendono il metallo paramagnetico.